# 連邦住宅抵当公庫
連邦住宅抵当公庫（れんぽうじゅうたくていとうこうこ、英: Federal National Mortgage Association, FNMA）は、アメリカの金融機関。ファニー・メイ（Fannie Mae, 以下、本文中に用いる）の通称が広く浸透している。

## 概要
1938年、アメリカ国内の住宅供給の安定化を目的とした特殊法人（GSE 政府援助法人）として設立。大恐慌後の経済対策から銀行のバランスシート上の不動産貸付債権を買い取って、不動産融資をしやすくし、マイホーム保有を促進するのが目的だった。
当初は政府系金融機関であったが、1968年に民営化され、ニューヨーク市場等に上場。1977年に民主党ジミー・カーター政権と議会は「地域再投資法」を成立させ、低所得層の住宅保有を促進するために、業務の拡大を支援した。
主要な業務は、民間金融機関に対する住宅ローン債権の保障業務。サブプライムローン問題が問題化するまでは、ファニー・メイ発行の証券は政府機関債と見做され、米国債に次ぐ高い信用力を保っていた。
だが、2006年には、98年から2004年にかけてのデリバティブ評価額の不正操作（約60億ドルの利益水増し）により、旧経営陣が不当に高額賞与を得ていたとして提訴されている。また、2007年にはいわゆるサブプライムローン問題が起き、約21億ドルの損失計上となった。2008年9月現在、米政府の管理下にあり、普通株と優先株の配当が停止されている。2010年7月16日、ニューヨーク証券取引所の上場を廃止。